# Valiraptor montanus
Valiraptor montanus är en tvåvingeart som beskrevs av Jason Gilbert Hayden Londt 2002. Valiraptor montanus ingår i släktet Valiraptor och familjen rovflugor. Inga underarter finns listade i Catalogue of Life.